# Dino Barsotti
Dino Barsotti (* 1. Januar 1903 in Livorno; † 12. Juni 1985 ebenda) war ein italienischer Ruderer.

## Sportliche Karriere
Bei den Europameisterschaften 1929 verteidigte der italienische Achter den Titel von 1927, allerdings war die Besetzung des Bootes neu zusammengestellt mit Vittorio Cioni, Enrico Garzelli, Guglielmo Del Bimbo, Roberto Vestrini, Dino Barsotti, Eugenio Nenci, Mario Balleri, Renato Barbieri und Steuermann Cesare Milani. 1930 gewann das Boot in der gleichen Besetzung die Silbermedaille hinter dem Boot aus den Vereinigten Staaten, 1931 belegte der Achter mit Renato Bracci für Vestrini erneut den zweiten Platz, diesmal hinter den Franzosen.
Bei den Olympischen Spielen 1932 in Los Angeles trat der Achter mit Cioni, Balleri, Bracci, Barsotti, Vestrini, Del Bimbo, Garzelli, Barbieri und Milani an und erhielt hinter dem US-Boot die Silbermedaille. 1933 gewann das Boot mit Ottorino Godini und Dante Secchi für Vestrini und Cioni Europameisterschafts-Silber hinter dem ungarischen Achter.
Nachdem Italien bei den Europameisterschaften 1934 mit einer völlig anderen Besatzung Bronze gewonnen, es im Jahr darauf im Achter aber keine Medaille für Italien gegeben hatte, kehrten für die Olympischen Spiele 1936 in Berlin-Grünau einige Mitglieder der 1932 erfolgreichen Besatzung in den Achter zurück und Guglielmo Del Bimbo war der neue Schlagmann. In der Besetzung Guglielmo Del Bimbo, Dino Barsotti, Ottorino Quaglierini, Oreste Grossi, Enzo Bartolini, Mario Checcacci, Dante Secchi, Enrico Garzelli und Cesare Milani belegte das Boot im Vorlauf den zweiten Platz hinter Vorjahreseuropameister Ungarn. Während sich die Boote aus den USA, Ungarn und der Schweiz als Vorlaufsieger direkt für das Finale qualifizierten, erreichten die Boote aus Deutschland, Italien und dem Vereinigten Königreich als Sieger der Hoffnungsläufe das Finale. Dort zog das favorisierte US-Boot zunächst davon, im zweiten Streckenabschnitt kamen Italiener und Deutsche auf und die drei Boote erreichten binnen einer Sekunde das Ziel, Gold gewannen die Amerikaner vor den Italienern und den Deutschen.
Der Achter der Unione Canottieri Livornesi war von 1929 bis 1933 und 1936 italienischer Meister.